# 米內羅共和黨
米内罗共和黨（葡萄牙語：Partido Republicano Mineiro，缩写为PRM）是巴西歷史上一個政黨，成立於1888年6月4日。米内罗共和党的根據地在米納斯吉拉斯州，在巴西第一共和時期期間多次成為執政黨，並與保利斯塔共和党輪流執政。1930年被巴西總統热图利奥·瓦加斯取締。